# Alexis Falconnet
Alexis Falconnet est un architecte de la fin du XIXe siècle ayant construit des immeubles du Paris haussmannien.

## Biographie

### Études
Après avoir passé son enfance à Genève, où son père, Pierre François Falconnet (1802-1861) était marchand horloger, il fait ses études à l'École polytechnique fédérale de Zurich. Il en sort diplômé d'architecture.

### Période genevoise
Associé à l'ingénieur John Rehfous (1831-1904), il construit plusieurs immeubles à Genève dans les années 1870 à 1880. On lui doit entre autres des immeubles situés Cours de Rive.
Entre 1873 et 1874, il construit pour le docteur Paul Glatz les bains hydrothérapiques à Champel.
Il se marie avec Marie Gardiol le 1er octobre 1872 à Genève. Leur fille Marguerite nait le 26 juillet 1873.

### Période parisienne
Pour participer à la rénovation de Paris initiée par le baron Haussmann, Alexis part s'installer avec sa famille dans la capitale en 1884. Son esprit novateur lui permet d'obtenir une importante notoriété.
Il construit des immeubles, en particulier rue Pierre-Charron et avenue Kléber, dans lesquels il cherche à perfectionner le confort et l'hygiène. Avec son sens artistique, il donne du caractère aux façades. C'est lui qui introduit à Paris les bow-windows pour agrémenter les façades qui donnent sur les grandes avenues.
Il a fait les plans de l'immeuble du journal Le Temps, rue des italiens. Une grande pendule rappelle le nom du journal. Cet immeuble devient ensuite le siège du journal Le Monde jusqu'en 1990.
En 1887, il est l'auteur de l'immeuble situé au 21 rue Montmartre, à l'angle avec la rue Jean-Jacques Rousseau.
Il est membre de la Société des architectes français
palmes académiques : il est nommé officier d'académie en janvier 1892, puis officier de l'instruction publique en août 1898.

## Réalisations
- 1871-1873 : rue de Berne à Genève
- 1873 : 23 boulevard Helvétique à Genève
- 1873 : 15 rue Plantamour à Genève
- 1873-1874 :14 et 16 cours de Rive à Genève
- 1873 : Ecole à la Plaine à Dardagny en Suisse
- 1873-1874 : Bains hydrothérapeutiques à Champel à Genève
- 1880 : 19 route de Malagnou à Genève[8]
- 1884 : imprimerie pour le journal le Temps à Paris
- 1887 : 21 rue Montmartre à Paris 1er
- 1890 : 8 avenue d'Eylau à Paris 16ème
- 1891 : 94 et 96 avenue Kléber et 5 rue Saint-Didier à Paris 16ème
- 1911 : siège du journal Le Temps au 5 rue des italiens à Paris 9ème